# Cantique (Decruck)
Pour les articles homonymes, voir Cantique (homonymie).
Cantique est une œuvre de musique de chambre pour violoncelle et piano de la compositrice française Fernande Decruck, écrite en 1932,.

## Contexte et création
Composé à New York en 1932, Cantique est écrit pour violoncelle et piano.
La partition, dédiée au violoncelliste Robert Refuveille, « Violoncelle Solo de la N.B.C. de New York », est publiée par Elkan-Vogel.

## Discographie
- Héloïse Luzzati (violoncelle), David Kadouch (piano), La Boite à Pépites.